# Jelínek baveánský
Jelínek baveánský (Hyelaphus kuhlii, případně Axis kuhlii) je kriticky ohrožený endemit z čeledi jelenovitých, který se vyskytuje pouze na ostrově Bawean v Indonésii. Mláďata těchto malých savců mají světle skvrnitou srst, což odlišuje jelínka baveánského od jeho příbuzných druhů z rodu Hyelaphus, například jelínka vepřího (Hyelaphus porcinus).

## Historie
Jelínka baveánského popsal německý přírodovědec Salomon Müller (1804–1864) v roce 1840.

## Výskyt, populace
Jelínek baveánský obývá pouze ostrov Bawean v Indonésii, v blízkosti Jávského moře. Tito malí savci žijí v lesích s hustým porostem, v kterém se dobře skryjí před predátory.

## Popis
Jelínci baveánští jsou malého vzrůstu. Dospělí samci nebývají vyšší než 70 cm, samice jsou ještě o trochu menší, měří asi 60 cm. Světle hnědá srst jelínků baveánských je krátká a velmi hebká. Na hlavě a na krku dospělých jedinců se nalézají žluté skvrny, pod očima bílé a může se vyskytovat i bílá náprsenka. Mláďata mají na hřbetě bílé skvrnky. 

## Chování
Jelínek baveánský je aktivní v noci a přes den obvykle spí. Tito malí savci jsou býložraví a jejich strava se skládá převážně z trávy, bylin, větviček a listů. Žijí většinou individuálně, nebo vytváří malé skupiny o čtyřech či pěti jedincích; většinou se jedná o dva samce, jednu samici a mládě.[zdroj?] Samec se vůči cizím samcům, kteří nepatří do jeho skupiny, chová často velmi agresivně a snaží se je postříkat sekrety, které vylučují speciální žlázy na jeho těle. Těmito sekrety značkuje také své území. Při útěku kluše a má přitom hlavu nízko u země. Jde-li o útěk před predátorem, skupina se rozdělí; mládě běží se samci na jednu stranu a samice běží jinam.
Samice je březí 225 až 230 dní a rodí jedno mládě. Většina mláďat je přivedena na svět mezi únorem a červnem.

## Ohrožení
Jelínek baveánský v minulosti téměř vyhynul. Bylo to způsobeno zčásti tygrem balijským (Panthera tigris balica)[zdroj?] a zčásti lidmi, kteří je lovili kvůli parohům a kožešině. V 21. století je jelínek baveánský chráněn zákonem a má méně přirozených nepřátel, mezi nimiž jsou velcí draví ptáci, leopardi, krajty a krokodýli.[zdroj?] Ohrožen je ale ztrátou přirozeného prostředí, které se mění v zemědělskou půdu. Světový fond na ochranu přírody uvedl, že některé z faktorů, které vedou k mizení druhu, jsou způsobeny klimatickými změnami; jedná se hlavně o stoupání hladiny moře a dlouhodobá sucha.[zdroj?]

### Snaha o zachování
Indonéská vláda schválila v roce 1977 návrh zákona o ochraně jelínka baveánského, a v důsledku přísného dodržování tohoto zákona se jejich počet zvýšil. Mezinárodní unie pro ochranu přírody (IUCN) přesto tento druh řadí na svém Červeném seznamu ohrožených druhů jako kriticky ohrožený, což znamená, že ve volné přírodě může jelínek baveánský v blízké budoucnosti vyhynout. Celková populace dosahovala k roku 2021 asi 250 až 300 dospělých jedinců.